# Wilhelm Paulcke

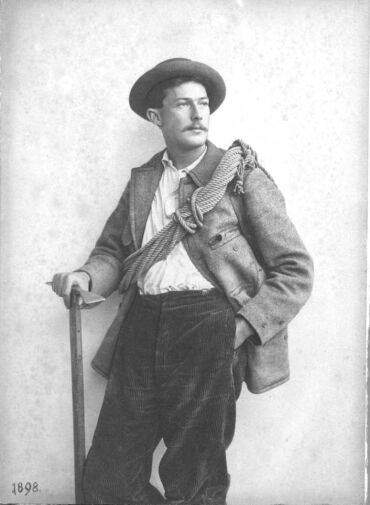
Wilhelm Paulcke, 1898

Wilhelm Paulcke (* 8. April 1873 in Leipzig; † 5. Oktober 1949 in Karlsruhe) war ein deutscher Geologe, Lawinenforscher und Pionier des alpinen Skilaufs sowie des militärischen Skibergsteigens in Europa. Auf ihn gehen maßgeblich die Gründungen des Deutschen (DSV), des Österreichischen (ÖSV) sowie des Mitteleuropäischen Skiverbandes (MESV) 1905 zurück.

## Frühe Jahre
Wilhelm Paulcke wurde als Sohn des Apothekers Rudolf Hermann Paulcke geboren. Als er drei Jahre alt war, starb seine Mutter Johanna Maria Paulcke im Alter von 25 Jahren. Im Jahr darauf heiratete der Vater die verwitwete Dresdenerin Anna Schmalfuß. Er betrieb in Leipzig die Engelapotheke, der ein pharmazeutisches Unternehmen angegliedert war.
Als Wilhelm Paulcke sieben Jahre alt war, zog die Familie nach Davos in die Schweizer Berge, da der Junge kränklich war. Dort wurde der Grundstein für seine Schnee- und Skibegeisterung gelegt. Zu Weihnachten 1883 erhielt er ein Paar norwegische Ski aus Eschenholz mit Meerrohrbindung, die er sich gewünscht und seine norwegische Erzieherin aus ihrer Heimat hatte kommen lassen. Kurz darauf stand er erstmals auf Skiern. 1885 starb Paulckes Stiefmutter, und die Familie, die aus Vater, Sohn und einer Tochter bestand, zog nach München; zwei Jahre später starb der Vater. Paulcke wählte einen Freund seines Vaters, der in Baden-Baden lebte, zu seinem Vormund und zog zu diesem. Dort besuchte er das Gymnasium Hohenbaden und erzielte exzellente Noten. Im Schwarzwald ging er auf Kletter- und Skitouren und gehörte bald zu einer Gruppe von Skiläufern, denen Raymond Pilet, Ski-Erstbesteiger des Feldberges und damals französischer Botschaftssekretär, Ski-Unterricht erteilte. 1893 meldete sich Paulcke als Freiwilliger zum einjährigen Militärdienst und unterrichtete Offiziere und Oberjäger im Ski-Lauf. Anschließend nahm er sein Studium der Zoologie, Botanik und Geologie in Freiburg wieder auf, fuhr aber an den Wochenenden oft in den Schwarzwald, um Ski zu laufen.

## Die beiden Paulcketürme
Ungefähr 1885 gelang Paulcke die bergsteigerische Erschließung des Battertfelsens. Um diese Zeit wurde wohl auch der bis heute so genannte Paulcketurm am Hirschsprung im südschwarzwälder Höllental von ihm erstmals bestiegen, was als die Geburtsstunde des Kletterns im Südschwarzwald gilt. Am 5. Januar 1896 gelang ihm mit dem Erreichen des Oberalpstock-Gipfels die erste Skibesteigung eines Dreitausenders.
Im Jahre 1906 gelang Paulcke die Erstbesteigung eines Turms südlich des Fluchthorns in der Silvretta. Auch dieser 3072 Meter hohe, sehr bizarre, rotbraune Turm wird bis heute in den Karten als Paulcketurm bezeichnet.

## Berufliche Laufbahn
Paulcke promovierte 1899 in Freiburg im Breisgau, habilitierte 1901 an der TH Karlsruhe und war dort von 1906 bis 1935 Professor für Geologie und Mineralogie sowie 1919/20 Rektor der Hochschule. Er war ebenso der Initiator des Hochschulsports und der Hochschulsportanlage in Karlsruhe.
In seiner Lawinenforschung prägte Paulcke den Grundsatz: „Der Wind ist der Baumeister der Lawinen.“ 1928 drehte er mit Willo Welzenbach den ersten Lehrfilm über Lawinen.

## Militär und Politik
Kurz nach 1900 regte Wilhelm Paulcke erfolgreich Skipatrouillen für Jägerbataillone an. Auf Wilhelms Paulckes Initiative hin wurde in der ersten Satzung des DSV die Ausbildung von Militärskiläufern für das Heer als Ziel des Verbandes festgelegt. Paulcke war es auch, der 1914/1915 das erste Ski-Exerzierreglement für neu formierte Schneeschuh-Bataillone verfasste; daraus entwickelte Carl Joseph Luther nach 1918 den ersten offiziellen Lehrplan des DSV.
Im Ersten Weltkrieg befehligte Paulcke als Hauptmann selbst ein Jägerbataillon. Ein Höhepunkt seines Soldatenlebens war der Besuch von Erzherzog Karl. Ende 1915 wurde er in das Osmanische Reich geschickt, um dort Skiformationen auszubilden. Auch organisierte er dort die Herstellung von Skiern, so dass Paulcke auch in der Türkei zur Entwicklung des Skisports beigetragen hat. Später wurde er verwundet und musste länger in einem Lazarett liegen.
Wilhelm Paulcke war deutschnational orientiert und für die Revision des Versailler Vertrages. 1936 fühlte er sich geehrt, anlässlich der Olympischen Winterspiele 1936 in Garmisch-Partenkirchen mit dem „Führer“ zusammenzutreffen, und war nach dieser Begegnung euphorisiert. Er wurde mit der von Reichspräsident Paul von Hindenburg gestifteten Goethemedaille ausgezeichnet und erhielt 1943 den Großen Ehrenbrief des Nationalsozialistischen Reichsbundes für Leibesübungen.
In seiner Autobiografie aus dem Jahre 1936 erwähnte Paulcke seine früheren Skisportkameraden und damaligen „Rassenhygieniker“ Erwin Baur und Eugen Fischer und nannte sie „die später hervorragenden Forscher der Vererbungs- und Rassenlehre“.

## Vereins- und Verbandstätigkeit
Im November 1895 wurde die Section Freiburg des Skiclub Feldberg auf Idee von Paulcke gegründet, die hauptsächlich aus Studenten und Akademikern bestand, und am 1. Dezember 1895 in SC Schwarzwald umbenannt wurde, um anderen Sektionen aus anderen Orten den Beitritt zu ermöglichen. Paulcke übernahm das Amt des Schriftführers. Damit entstand die erste überregionale Organisationsstruktur von Skiläufern in Deutschland.
Im SC Schwarzwald kam 1899 auch die Idee auf, erstmals deutsche Skimeisterschaften auszutragen, die ein Jahr später stattfanden und an denen auch Ausländer teilnehmen durften. Zudem entwickelten die Mitglieder des Vereins immer neue, publikumswirksame Ideen, um das Skilaufen zu propagieren, so 1897 eine vielbeachtete Durchquerung des Berner Oberlandes von Paulcke mit vier Begleitern, darunter Victor de Beauclair. Dabei benutzte er eine selbstentworfenen Skibindung, die aufgrund von Vorteilen gegenüber den herkömmlichen Telemarkbindungen nach nicht weniger als 180 verschiedenen Vorläufermodellen und einigen Entwürfen so übernommen wurde.
1899 veröffentlichte Paulcke das Buch Der Skilauf, das ihm den Ruf als Skikapazität von internationalem Rang einbrachte. Seinen Aktivitäten abträglich war ein jahrelanger Streit mit dem Skiläufer- und -pädagogen Mathias Zdarsky, den er offenbar als Konkurrenten empfand. Auch verbandsintern kam es zu Kontroversen mit Henry Hoek. Falkner schreibt dazu: „Wann immer Hoek etwas vorschlug, Paulcke wollte genau das Gegenteil.“
Ab 1900 warb Wilhelm Paulcke bei ihm persönlich bekannten Skiläufern aus Deutschland, Österreich und der Schweiz für die Gründung eines länderübergreifenden Ski-Verbandes und entwarf dafür auch konzeptionelle Überlegungen. Von Beginn an wurden die Vereine, die auf Zdarskys Seite standen, nicht mit einbezogen und auch die tschechischen und ungarischen Vereine, die damals noch zu Österreich gehörten, blieben außen vor, ein Vorgang, der die Beziehungen zwischen den Verbänden jahrzehntelang belastete. Auch der Schweizer Verband wurde ursprünglich nicht zur Gründung mit eingeladen, sondern erhielt zunächst nur ein Schreiben zur Kenntnisnahme, äußerte dann aber von sich aus den Wunsch, dem geplanten Mitteleuropäischen Skiverband beizutreten. Am 4. und 5. November 1905 fanden schließlich die gleichzeitigen Gründungen des DSV, des ÖSV und des Mitteleuropäischen Verbandes im Augustiner-Bräu in München statt; der DSV präsentierte elf Vereine mit rund 2000 Mitgliedern. Paulcke hatte für alle drei Verbände die Satzungen zuvor formuliert und die Unterlagen vorbereitet. Aus Protest darüber, dass der Mitteleuropäische Verband nicht Großdeutscher Skiverband heißen sollte, waren einige Delegationen zuvor abgereist.
Der MESV bestand lediglich bis 1913, nachdem der Schweizer Verband 1908 wieder ausgetreten war. Ab 1920 bekleidete Paulcke kein wichtiges Amt mehr im DSV, wurde aber zum Ehrenmitglied ernannt.

## Privatleben und Tod
1900 heiratete Wilhelm Paulcke die Schweizerin Maria Ringier. Das Ehepaar bekam zwei Kinder.
Im Dezember 1909 lernte Wilhelm Paulcke den badischen Thronerben Prinz Max von Baden kennen, als er diesen als Protektor der Internationalen Wintersportausstellung in Triberg mit anderen Ehrengästen durch das Ausstellungsgelände führte. Prinz Max, von Paulcke fasziniert, engagierte ihn sofort als persönlichen Skilehrer. Von da an machten beide zu zweit ausgiebige Ski- und Bergwanderungen im Schwarzwald und im Engadin. Mindestens ab 1912 entwickelte sich aus der Freundschaft zwischen beiden eine homosexuelle Beziehung, die auch von den Ehefrauen beider geduldet wurde, wie sich aus dem Briefwechsel zwischen Max von Baden und Maria Paulcke ergibt. So schrieb Max von Baden an Maria z. B. am 27. Juli 1912: „Ich danke Ihnen dafür und auch für das Große, was es für mich bedeutet, daß Sie die Frau sind meines geliebten Freundes und daß Sie sein und mein Freundsein verstehen“. Maria antwortete Ende Juli 1912 in einem Brief an Max von Baden: „Daß ich dieses gegenseitige Freundsein, wie Eure Großherzogliche Hoheit sagen, gönne, ist doch so natürlich; ich müßte ja eine verstockte Seele und ein Rabenweib sein, wenn es anders wäre. Es ist für mich so unbeschreiblich schön, daß ich dieses einzige Werden und Wachsen mit ansehen und miterleben kann.“
Paulcke erwähnt Frau und Kinder in seiner Autobiografie Berge als Schicksal 1936 kaum, was darin begründet sein könnte, dass seine Frau als Vierteljüdin galt.
In den letzten Jahren lebte Paulcke in Riederau am Ammersee.
Paulcke starb 1949 an den Folgen eines Unfalls in seiner Bibliothek.

## Ehrungen
In Karlsruhe wurde 1993 der Paulckeplatz auf dem Campus der Universität nach ihm benannt. Er war Ehrenbürger der Technischen Hochschule Karlsruhe. In München gibt es eine nach ihm benannte Straße. Seit 1924 war er außerordentliches Mitglied der Heidelberger Akademie der Wissenschaften. Im Jahr 1943 erhielt er die Goethe-Medaille für Kunst und Wissenschaft. Seit 1959 trägt der Mount Paulcke in der Antarktis seinen Namen.

## Publikationen
- Der Skilauf. 1899
- Über Entwicklungsgesetze. Festrede bei der Feier der Rektoratsübergabe Karlsruhe 1920
- Jugend und Wintersport. Göttingen 1922
- Mit Emil Zsigmondy: Die Gefahren der Alpen.: Erfahrungen und Ratschläge. München 1922
- Steinzeitkunst und moderne Kunst. Ein Vergleich. Stuttgart 1923
- Lawinen-Gefahr, ihre Entstehung und Vermeidung : Eine Darlegung für Bergsteiger und Skiläufer. München 1926
- Berge als Schicksal. München 1936
- Praktische Schnee- und Lawinenkunde. Berlin 1938
- Gefahrenbuch des Bergsteigers und Skiläufers. Berlin 1942
- Gefahrenbuch des Bergsteigers und Skiläufers für Bergfreunde in Sommer und Winter. Berlin 1953